# محمد محمود ولد لولی
محمد محمود ولد لولی (انگلیسی: Mohamed Mahmoud Ould Louly; زاده ۱ ژانویهٔ ۱۹۴۳ – درگذشته ۱۶ مارس ۲۰۱۹) سیاستمدار اهل موریتانی بود. وی از ۳ ژوئن ۱۹۷۹ تا ۴ ژانویه ۱۹۸۰ رئیس‌جمهور این کشور بود.
محمد محمود ولد لولی در ۱۶ مارس ۲۰۱۹، در سن ۷۶ سالگی درگذشت.